# Chiesa cattolica in Ruanda
La Chiesa cattolica in Ruanda è parte della Chiesa cattolica universale in comunione con il vescovo di Roma, il papa.

## Storia
La prima evangelizzazione del Ruanda inizia il 2 febbraio 1900 quando sono fondate le missioni di Save e Zaza ad opera di padri Bianchi. Nel 1922 è eretto il vicariato apostolico del Ruanda e il paese inizia a godere di una giurisdizione ecclesiastica autonoma da quella del Burundi. I primi vescovi missionari, Hirth e Classe, curano la creazione del clero indigeno e la formazione di congregazioni autoctone (i Bayozefiti e le Benebikira). Nel 1952 è consacrato il primo vescovo indigeno e nel 1956, per la prima volta in Africa, un vescovo di colore ordina un vescovo bianco. Nel 1980 nasce la Conferenza Episcopale del Ruanda. Nel settembre 1990 il Paese riceve la visita apostolica di papa Giovanni Paolo II. Nel 1994 scoppia la guerra civile che getta il Paese nel caos. Migliaia furono i morti, tra cui 4 vescovi ruandesi, 123 sacerdoti e più di 300 suore.

## Organizzazione territoriale
La chiesa cattolica è presente sul territorio con 1 sede metropolitana ed 8 diocesi suffraganee:
- Arcidiocesi di Kigali
  - Diocesi di Butare
  - Diocesi di Byumba
  - Diocesi di Cyangugu
  - Diocesi di Gikongoro
  - Diocesi di Kabgayi
  - Diocesi di Kibungo
  - Diocesi di Nyundo
  - Diocesi di Ruhengeri

## Statistiche
Alla fine del 2004 la chiesa cattolica in Ruanda contava:
- 135 parrocchie;
- 493 preti;
- 1297 suore religiose;
- 1262 istituti scolastici;
- 170 istituti di beneficenza.

La popolazione cattolica ammontava a 3.992.720 cristiani, pari al 47,34% della popolazione.

## Nunziatura apostolica
La delegazione apostolica del Ruanda è istituita nel 1963, ricavandone le competenze dalla delegazione di Congo-Ruanda. L'anno successivo, il 6 giugno 1964, è eretta la nunziatura apostolica in forza del breve Quantum utilitatis di papa Paolo VI.

### Delegati apostolici
- Pietro Sigismondi, arcivescovo titolare di Neapoli di Pisidia (16 dicembre 1949 - 27 settembre 1954 nominato segretario della Congregazione de Propaganda Fide)

...
- Vito Roberti, arcivescovo titolare di Tomi (13 ottobre 1962 - 11 febbraio 1963 nominato nunzio apostolico)

### Nunzi apostolici
- Vito Roberti, arcivescovo titolare di Tomi (11 febbraio 1963 - 15 agosto 1965 nominato vescovo di Caserta)
- Émile André Jean-Marie Maury, arcivescovo titolare di Laodicea di Frigia (11 giugno 1965 - 1967 dimesso)
- Amelio Poggi, arcivescovo titolare di Cercina (27 maggio 1967 - 27 novembre 1969 nominato delegato apostolico in Nigeria)
- William Aquin Carew, arcivescovo titolare di Telde (27 novembre 1969 - 10 maggio 1974 nominato pro-nunzio apostolico a Cipro, delegato apostolico a Gerusalemme e in Palestina e visitatore apostolico in Grecia)
- Nicola Rotunno, arcivescovo titolare di Minori (29 giugno 1974 - 13 aprile 1978 nominato pro-nunzio apostolico in Sri Lanka)
- Thomas Anthony White, arcivescovo titolare di Sabiona (27 maggio 1978 - 1º marzo 1983 nominato pro-nunzio apostolico in Etiopia)
- Giovanni Battista Morandini, arcivescovo titolare di Numida (30 agosto 1983 - 12 settembre 1990 nominato nunzio apostolico in Guatemala)
- Giuseppe Bertello, arcivescovo titolare di Urbisaglia (12 gennaio 1991 - marzo 1995 nominato osservatore permanente della Santa Sede presso l'Ufficio delle Nazioni Unite ed Istituzioni specializzate a Ginevra)
- Juliusz Janusz, arcivescovo titolare di Caorle (25 marzo 1995 - 26 settembre 1998 nominato nunzio apostolico in Mozambico)
- Salvatore Pennacchio, arcivescovo titolare di Montemarano (28 novembre 1998 - 20 settembre 2003 nominato nunzio apostolico in Thailandia)
- Anselmo Guido Pecorari, arcivescovo titolare di Populonia (29 novembre 2003 - 17 gennaio 2008 dimesso)
- Ivo Scapolo, arcivescovo titolare di Tagaste (17 gennaio 2008 - 15 luglio 2011 nominato nunzio apostolico in Cile)
- Luciano Russo, arcivescovo titolare di Monteverde (16 febbraio 2012 - 14 giugno 2016 nominato nunzio apostolico in Algeria e Tunisia)
- Andrzej Józwowicz, arcivescovo titolare di Lauriaco (18 marzo 2017 - 28 giugno 2021 nominato nunzio apostolico in Iran)
- Arnaldo Catalan, arcivescovo titolare di Apollonia, dal 31 gennaio 2022

## Conferenza episcopale
L'episcopato ruandese costituisce la Conferenza episcopale del Ruanda (Conférence épiscopale du Rwanda, CEPR), istituita il 6 giugno 1980; in precedenza esisteva una Assemblée épiscopale del Ruanda.
La CEPR è membro della Association des Conférences Episcopales de l'Afrique Centrale (ACEAC) e del Symposium of Episcopal Conferences of Africa and Madagascar (SECAM).
Elenco dei presidenti della Conferenza episcopale:
- Vincent Nsengiyumva, arcivescovo di Kigali (1980 - 1983)
- Joseph Ruzindana, vescovo di Byumba (1983 - 1991)
- Vincent Nsengiyumva, arcivescovo di Kigali (1991 - 1994)
- Thaddée Ntihinyurwa, arcivescovo di Kigali (1999 - 2003)
- Alexis Habiyambere, vescovo di Nyundo (ottobre 2003 - marzo 2010)
- Smaragde Mbonyintege, vescovo di Kabgayi (marzo 2010 - 2015)
- Philippe Rukamba, vescovo di Butare (dicembre 2015 - 2 dicembre 2022)
- Antoine Kambanda, arcivescovo di Kigali, dal 2 dicembre 2022

Elenco dei vicepresidenti della Conferenza episcopale:
- Thaddée Ntihinyurwa, arcivescovo poi arcivescovo emerito di Kigali (dicembre 2015 - 2 dicembre 2022)
- Vincent Harolimana, vescovo di Ruhengeri, dal 2 dicembre 2022

Elenco dei segretari generali della Conferenza episcopale:
- Célestin Hakizimana, vescovo di Gikongoro (2011 - 2015)
- Jean de Dieu Hodari, O.C.S.O. (2015 - marzo 2018)
- Nizigiyimana Martin, dal marzo 2018